# The Parting of the Ways
"The Parting of the Ways" (intitulado "Seguindo Caminhos Separados" no Brasil) é o décimo terceiro e último episódio da primeira temporada da série de ficção científica britânica Doctor Who, transmitido originalmente através da BBC One em 18 de junho de 2005. É a segunda de uma história dividida em duas partes, sendo a conclusão de "Bad Wolf" transmitido na semana anterior. Ambos foram escritos por Russell T Davies e dirigidos por Joe Ahearne.
Continuando os eventos do episódio anterior, os Daleks invadem a estação especial chamada Satélite Cinco no ano 200 100 com a intenção de fazer mais deles colhendo humanos mortos. O alienígena viajante do tempo conhecido como o Doutor (Christopher Eccleston) planeja usar o transmissor do satélite para tentar destruir todos os Daleks, enquanto ao mesmo tempo envia sua acompanhante de viagem Rose Tyler (Billie Piper) para casa para mantê-la segura.
Esta foi a última aparição de Eccleston como o Nono Doutor e também marca a primeira aparição de David Tennant como o Décimo Doutor. O episódio foi visto por 6,91 milhões de espectadores no Reino Unido e teve críticas geralmente positivas, embora o final tenha sido menos bem aceito pelos revisores.

## Enredo

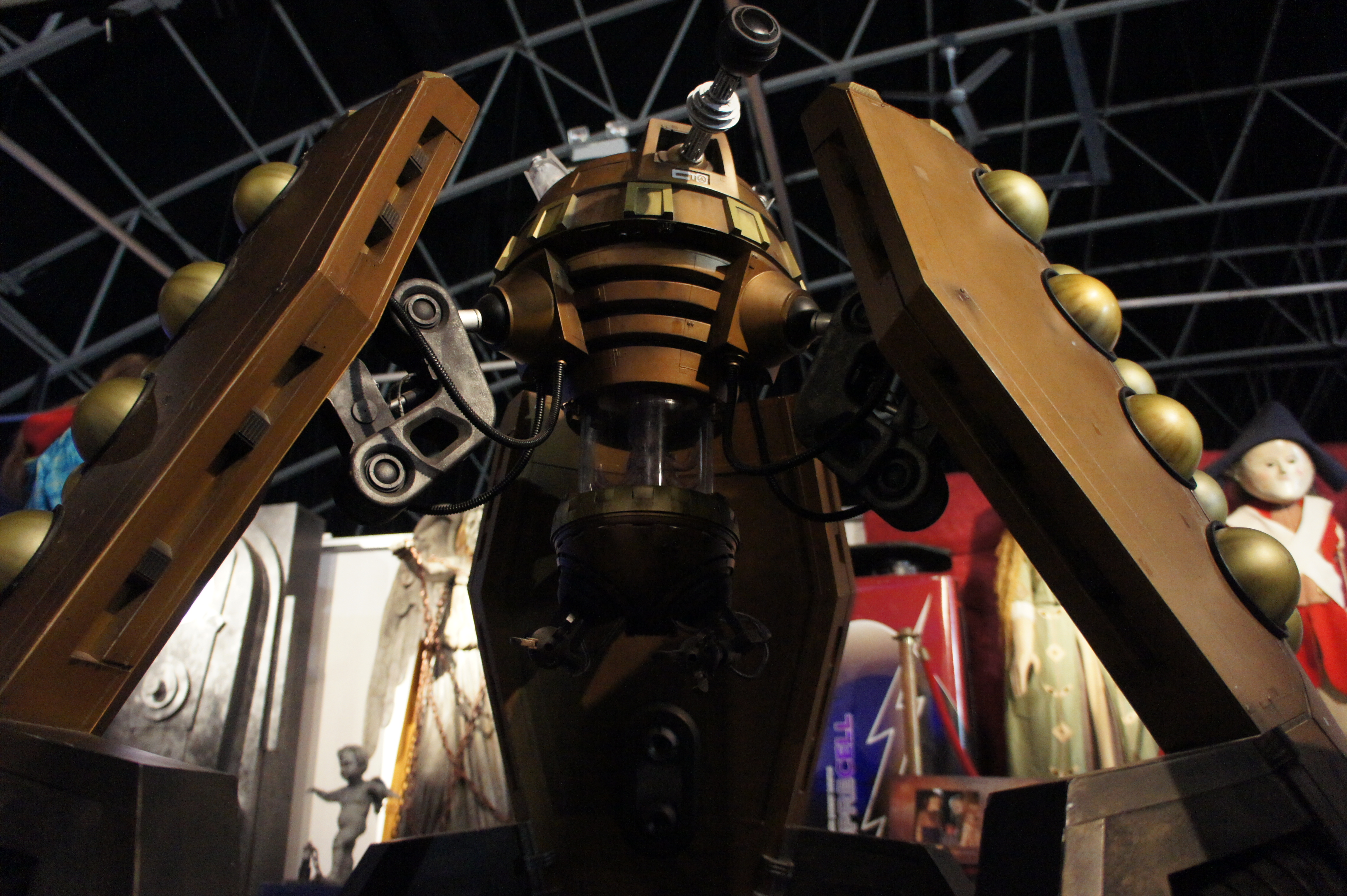
Imperador Dalek visto no episódio em exposição na Doctor Who Experience

O Nono Doutor usa o extrapolador na TARDIS para gerar um escudo protetor ao redor dela enquanto pilota a nave para resgatar Rose dos Daleks. Ele descobre que o Imperador dos Daleks sobreviveu à Guerra do Tempo e escapou para a Terra em uma nave danificada, onde reconstruiu a raça Dalek coletando material de DNA da humanidade.
Retornando ao Satélite Cinco, Jack usa o extrapolador para proteger os seis andares superiores da estação e estabelece posições defensivas. O Doutor tenta criar um gerador de ondas delta que destruiria os Daleks, mas também a vida na Terra. Ele engana Rose para entrar na TARDIS e remotamente a direciona para retornar Rose ao seu tempo de origem para mantê-la segura. Os Daleks invadem a estação, matando todos em seu caminho.
Rose percebe as palavras "Lobo Mau" — palavras que também existem no Satélite Cinco — em sua residência e percebe que elas são uma mensagem e não um aviso. Ela convence seu namorado Mickey e sua mãe Jackie a ajudá-la a abrir o coração da TARDIS. Mickey usa um caminhão emprestado por Jackie para puxar o painel do console e abri-lo, enquanto Rose é banhada pela luz da máquina.
Os Daleks chegam ao topo do Satélite Cinco, matando Jack e Lynda no processo. Eles entram na sala de controle enquanto o Doutor contempla disparar a onda delta, eventualmente decidindo que não pode fazê-lo. Antes que os Daleks possam matá-lo, Rose chega na TARDIS, envolta no brilho do vórtice do tempo. Ela declara que é o "Lobo Mau", espalhando essas palavras através do tempo e espaço como uma mensagem para levá-la até lá. Ela desintegra a frota Dalek e o Doutor implora que renuncie ao seu novo poder, mas em vez disso ela ressuscita Jack. Rose começa a sofrer os efeitos do poder e o Doutor a beija, absorvendo todo o poder do vórtice em seu próprio corpo para salvar sua vida, liberando-o de volta para a TARDIS, carregando-a inconsciente de volta para dentro.
Os dois vão embora antes que Jack possa voltar para eles. Como resultado da absorção da energia do vórtice do tempo, cada célula do corpo do Doutor começa a morrer. Ele tranquiliza Rose, antes de se regenerar no Décimo Doutor.

### Continuidade
Rose convence Jackie a ajudá-la descrevendo os eventos finais do episódio "Father's Day". O Doutor afirma ser conhecido no imaginário Dalek como "A Tempestade Iminente", título que apareceu pela primeira vez no romance Love and War de Paul Cornell (também roteirista de "Father's Day"). No romance, quem dava o título ao Doutor eram os dragonianos.

## Produção
De acordo com Russell T Davies na Doctor Who Magazine, Jack foi deixado para trás porque eles queriam explorar os efeitos da regeneração em Rose, observando que Jack teria levado a regeneração "na esportiva". O personagem retornou no spin-off Torchwood, que começou a ser transmitido em outubro de 2006. Davies também afirmou na Doctor Who Magazine que um final alternativo para este episódio foi escrito e filmado, com a intenção de que fosse exibido para pressionar os visualizadores a esconder o segredo da regeneração. O final "falso" teria apresentado um diálogo semelhante à cena final televisionada, mas a TARDIS teria escaneado Rose e os espectadores teriam visto a tela dizendo: "LIFEFORM DYING" (forma de vida morrendo).
A parte de David Tennant da cena de regeneração foi filmada muito depois da de Eccleston e sem a presença de Billie Piper. O segmento de Tennant foi gravado com ele falando com um pedaço de fita adesiva indicando a linha dos olhos de Piper e então foi editado na versão transmitida. Foi gravado em 21 de abril de 2005.
A BBC vazou a saída de Eccleston em 30 de março de 2005, afirmando que ele temia sofrer typecasting. Em 4 de abril, eles admitiram que esta declaração havia sido feita sem consultar o ator e foram forçados a se desculpar. Em 2010, Eccleston negou a alegação de typecasting, explicando que não se sentia confortável no ambiente de trabalho. Mais tarde, ele afirmou que não se dava bem com alguns dos "chefes". De acordo com o Sunday Mirror, uma entrevista para o site da série que foi retirada após o anúncio de sua saída revelou que Eccleston planejava ficar por mais dois ou três anos. Tennant recebeu a oferta do papel enquanto assistia a uma cópia pré-transmissão de Casanova com Davies e Gardner. Embora Tennant inicialmente acreditasse que a oferta era uma piada, ele aceitou o papel depois de perceber que eles estavam falando sério e foi anunciado como substituto de Eccleston em 16 de abril de 2005.

## Transmissão e recepção
"The Parting of the Ways" foi visto por 6,2 milhões de espectadores durante a noite de estreia, com uma participação de audiência de 42%, sendo o programa mais assistido da noite. Quando a audiência final consolidada foi calculada, os números subiram para 6,91 milhões. O episódio foi transmitido nos Estados Unidos no Sci Fi Channel em 9 de junho de 2006. O episódio recebeu uma pontuação de 89 no Índice de Apreciação do Público.
Dek Hogan, do Digital Spy, escreveu que o final foi "uma espécie de anticlímax", com a resolução da frase "Lobo Mau" sendo uma "decepção" e a regeneração "um pouco apressada" e "sem o tipo de tensão emocional que tem sido uma das marcas registradas desta temporada". A SFX Magazine concedeu a "The Parting of the Ways" uma pontuação de nove em dez, chamando o episódio de duas partes de Davies de "o melhor trabalho desta temporada", elogiando especialmente os momentos emocionais. No entanto, ele achou que dois aspectos de "The Parting of the Ways" prejudicavam a história: a resolução da frase "Lobo Mau" e o deus ex machina da transformação de Rose. Patrick Mulkern, da Radio Times, elogiou o episódio, afirmando que foi "entretenimento inventivo e envolvente" e que "pela primeira vez, Doctor Who tem um final de temporada adequado e emocionante". Alasdair Wilkins do io9 elogiou a "energia maluca" das duas partes, mas sentiu que o plano dos Daleks era "complicado e um monte de coisas aparentemente importantes ... são deixadas de lado na pressa para o grande dilema moral do Doutor". Wilkins também destacou que a história teve que lidar com a saída abrupta de Eccleston e, como resultado, houve pouca construção temática e a regeneração parece "inserida ao resto da história". Apesar disso, Wilkins classificou-a em 2010 como a melhor regeneração e a terceira melhor história de regeneração.